# Bhola Sadar
Bhola Sadar è un sottodistretto (upazila) del Bangladesh situato nel distretto di Bhola, divisione di Barisal. Si estende su una superficie di 413,16 km² e conta una popolazione di 430.520 abitanti (dato censimento 1991).